# Abadía de San Sixto
La abadía de San Sixto (neerlandés: Sint-Sixtusabdij; francés: Abbaye de Saint-Sixte) es un monasterio de monjes de la orden del cister o trapenses, fundada en 1831 en Westvleteren, Flandes Occidental (Bélgica). Es el primer monasterio de la tradición cisterciense que abre sus puertas en una Bélgica recién independizada. El priorato de 1831 se transformó en abadía en 1871. El monasterio es una abadía formada por alrededor de treinta monjes. 

## Historia
En 1814, el comerciante de lúpulo Jan-Baptist Victoor se asentó como un ermitaño en el bosque de San Sixto, de donde toma su origen de un pequeño arroyo, el Vleterbeek, que riega Westvleteren. Un devoto laico, vivió los últimos años de su vida en esa soledad voluntaria, después de haber dejado su casa y sus tierras a los trapenses. En 1831, dio la bienvenida al prior y algunos monjes cistercienses-trapenses del monasterio recién fundado (1826) llamado Mont des Cats. Así nació la idea de un nuevo monasterio trapense: el priorato de los trapistas de San Sixto, cuya construcción se inició de inmediato, y que se erigió como una abadía en 1871. 
En dos ocasiones, la comunidad envió «a sus hijos al exterior» : en 1850, 16 monjes de San Sixto fundaron la abadía de Notre-Dame de Scourmont, cerca de Chimay (Bélgica), y, en 1858-1860, 20 monjes fueron enviados a Canadá para dar nueva vida a la comunidad de Tracadie (ahora Spencer).
Otros eventos importantes durante este primer período son la construcción de la iglesia de la abadía en 1840, la creación de la escuela primaria en la década de 1840, la puesta en marcha de la primera fábrica de cerveza en 1839, la adhesión del priorato a la categoría de abadía, en 1871 , y el desarrollo de la granja modélica para la región en los años 1875-1878. 
Durante la Primera Guerra Mundial, 400 000 aliados se alojaron en la abadía de San Sixto y sus alrededores. Al comienzo de la Segunda Guerra Mundial, el general Bernard Montgomery y su personal instalaron temporalmente su sede en la abadía.
Después de la Segunda Guerra Mundial, se adoptaron algunas decisiones importantes, que devinieron decisivas hasta el día de hoy. En 1945, el abad de aquel entonces decidió restringir las actividades de la fábrica de cerveza para convertirla en un negocio de pequeña dimensión. En 1964, un nuevo hotel de 40 habitaciones) fue construido, con el fin de dar una mayor hospitalidad, y como un signo de apertura hacia el exterior. El movimiento hacia el interior se cristaliza en la construcción de la nueva iglesia de la abadía en 1968, solo accesible a través del hotel.
La comunidad actual (2008) consta de 26 hermanos, cuyo promedio de edad es de 54 años.

## La cerveza de San Sixto
La cerveza trapense Westvleteren ha sido clasificada como la mejor cerveza del mundo en 2005. Se vende exclusivamente en la tienda de la abadía de San Sixto y solo pueden ser adquirida previa reserva. La denominación cerveza trapense está reservado para la cerveza elaborada por los monjes trapenses en su abadía.